# Platygaster leileri
Platygaster leileri är en stekelart som beskrevs av Peter Neerup Buhl 2007. Platygaster leileri ingår i släktet Platygaster och familjen gallmyggesteklar. Inga underarter finns listade i Catalogue of Life.